# サン・カルロス (西ネグロス州)
サン・カルロス(San Carlos)は、フィリピン・西ネグロス州の市（第二級）。1960年7月1日にフィリピン共和国令第2643号で「市」の称号を得た。公式にはシティ・オブ・サン・カルロス(City of San Carlos)であり、しばしばサン・カルロス・シティ(San Carlos City)とも呼ばれる。2010年の国勢調査による人口は129,981人である。

## 地理

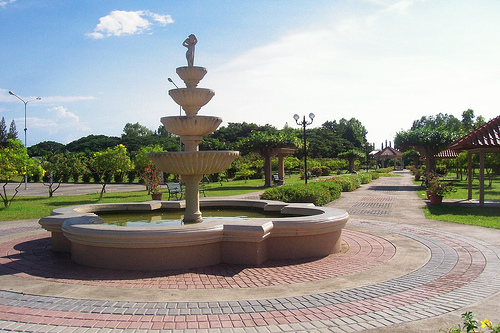
フローレス広場

サン・カルロスはネグロス島とセブ島を隔てるタニョン海峡に面しており、ビサヤ諸島の4つの主要都市、セブ、バコロド、イロイロ、ドゥマゲテの交易路上にある。海岸線長は約40キロメートルであり、その一部はマングローブに覆われている。水深のある天然の良好を持ち、沖合にあるシパウェイ島（レフヒオ島）がサン・カルロスの港湾を悪天候の影響から緩和している。このような点から、フィリピン港湾局は1998年の港湾拡張プログラムの際に西ネグロス州の港湾の中からサン・カルロス港を選択し、4ヘクタールの埋め立て、様々な港湾施設やコンテナバンの建設、2隻のRO-RO船が接岸できるような港湾の東側への拡張を行った。
市街地内の移動には三輪自転車を用いた自転車タクシー（輪タク）や三輪自動車を用いた三輪タクシーが広く使用されている。都市間の移動には小型貨物自動車を用いたジープニーやバスが使用されている。

### 気候
サン・カルロスは2つの明確な季節を持っている。5月から翌年1月は雨季であり、特に8月と9月には豪雨が発生する。2月から4月は乾期である。もっとも気温が低いのは12月と1月であり、もっとも気温が高いのは4月である。

### 地区
行政的にサン・カルロスは18のバランガイ（地区）に分かれている。
- バゴンボン
- ブルアンガン
- コドコド
- エルミタ
- グアダルーペ
- ナタバン
- パランパス
- バランガイI
- バランガイII
- バランガイIII
- バランガイIV
- バランガイV
- バランガイVI
- プロスペリダ
- プナオ
- ケソン
- リサル
- サン・フアン

## 歴史

### スペイン植民地時代
この町の旧称はナビンカラン(Nabingkalan)であり、17世紀初頭にこの地域を支配したアエタ族の族長の娘の名前ナビンカ(Nabingka)に由来する。彼女は愛らしさやその精神的・身体的な強さで有名であり、住民は彼女の死後に2年間の喪に服して、記憶を永続させるために町の名称をナビンカランとした。やがてセブ島のバディアン出身のカルロス・アプラードがこの町を購入した。1856年に書かれた文献の断片によると、ブグラス島（ネグロス島）は2つの地域に分割されていた。イロイロの支配下にあるネグロス島西部と、セブの支配下にあるネグロス島東部である。カラトラバ内の地区であるナビンカランの町はイロイロの管轄下にあった。スペイン植民地時代の統治者であるエミリオ・サラビアの下で町の名称が変更され、独立した「町」としての地位を確立させた。
その後この町は繁栄したが、ある時に「町」の地位を失った。ネグロス島が西ネグロス州と東ネグロスに分割された1890年、この町はカラトラバの一地区として記録されている。1898年10月16日にはカラトラバ教区司祭がこの町を訪れ、この町が繁栄していることに気付いた。教区司祭はバランガイ首市を設立し、町の守護聖人である聖カルロス・ボロメオに敬意を表して町の名称をサン・カルロスとすることを決定した。1898年の守護聖人の日である11月4日、町の中心地がサン・カルロスに移された。

### アメリカ植民地時代
1898年には米西戦争でアメリカがスペインを破り、フィリピンはアメリカの植民地となった。1903年にはフィリピンの政治界が熱を帯び、フィリピン人指導者を初めて選出した。1912年には砂糖工場が建設され、サン・カルロスの経済力は大きく向上した。政治的活動はカラトラバと強く結び付いていたが、1925年にはカラトラバが「町」の地位を得た。

### 第二次世界大戦
サン・カルロスはアメリカ合衆国が日本と戦った第二次世界大戦に積極的に関与した。ネグロス島が日本軍に降伏して1か月が経つと、サン・カルロスやカラトラバではゲリラ運動が開始された。1942年6月15日、エウヘニオ・アントニオ・Jr大尉、レオナルド・マレイン中尉、アルフレード・バルディビア中尉に率いられたゲリラ部隊はフィリピン連邦軍の部隊に支援され、日本軍に対する作戦を開始した。エドワード・マクレナハン小佐率いるアメリカ軍も存在していたにもかかわらず、分割されたゲリラ部隊が異なる司令官の下でこの地域に点在しており、効果的なゲリラ作戦は展開できなかった。
アメリカ極東陸軍の将校がサン・カルロスに戻ると、ゲリラ部隊は極東陸軍のカタリーノ・D・リベラ大尉、エウヘニオ・アントニオ・Jr大尉、ロレート・Y・アプイン大尉の下で正式な戦闘部隊に組織された。かろうじてライフルを取り扱える十代前半の若者もこの部隊に加わり、日本軍と差し向かいで戦った。1945年3月にはエルネスト・S・マタ大佐の指揮下で、フィリピン連邦軍の第7・第71・第72歩兵師団、フィリピン警察の第7歩兵連隊、地元ゲリラ部隊が日本の守備隊を攻撃した。

### フィリピン独立後
第二次大戦後初の選挙ではリベラリストが政権を握ったが、1953年にはナショナリストがリベラリストから政権を奪った。1960年7月1日にはフィリピン共和国令第2643号によってサン・カルロスが「町」から「市」に昇格した。

## 人口
サン・カルロスではセブアノ語が主要言語である。英語、ヒリガイノン語、タガログ語も広く話されており、特に都市部ではより使用機会が多い。

## 経済

### 太陽光発電
サン・カルロス太陽光発電社がサカソルI (SaCaSol I)とサカソルII (SaCaSol II)を稼働させている。サカソルIは2015年時点で22メガワット、完成時には45メガワットの太陽光発電所であり、フィリピン最大の太陽光発電所である。サカソルIはサカソルI-A（13メガワット）とサカソルI-B（9メガワット）に分かれており、2014年5月15日にはベニグノ・アキノ3世によってサカソルI-Aの稼働開始が宣言された。2014年7月にはサカソルI-Bも稼働を開始している。サカソルIはサカソルI-CとサカソルI-D（計23メガワット）の拡張も計画されている。現在建設中のサカソルIIは32メガワットの太陽光発電所である。サカソルIとサカソルIIに加えて、 33メガワットのサカソルIIIも建設途中である。

## 教育

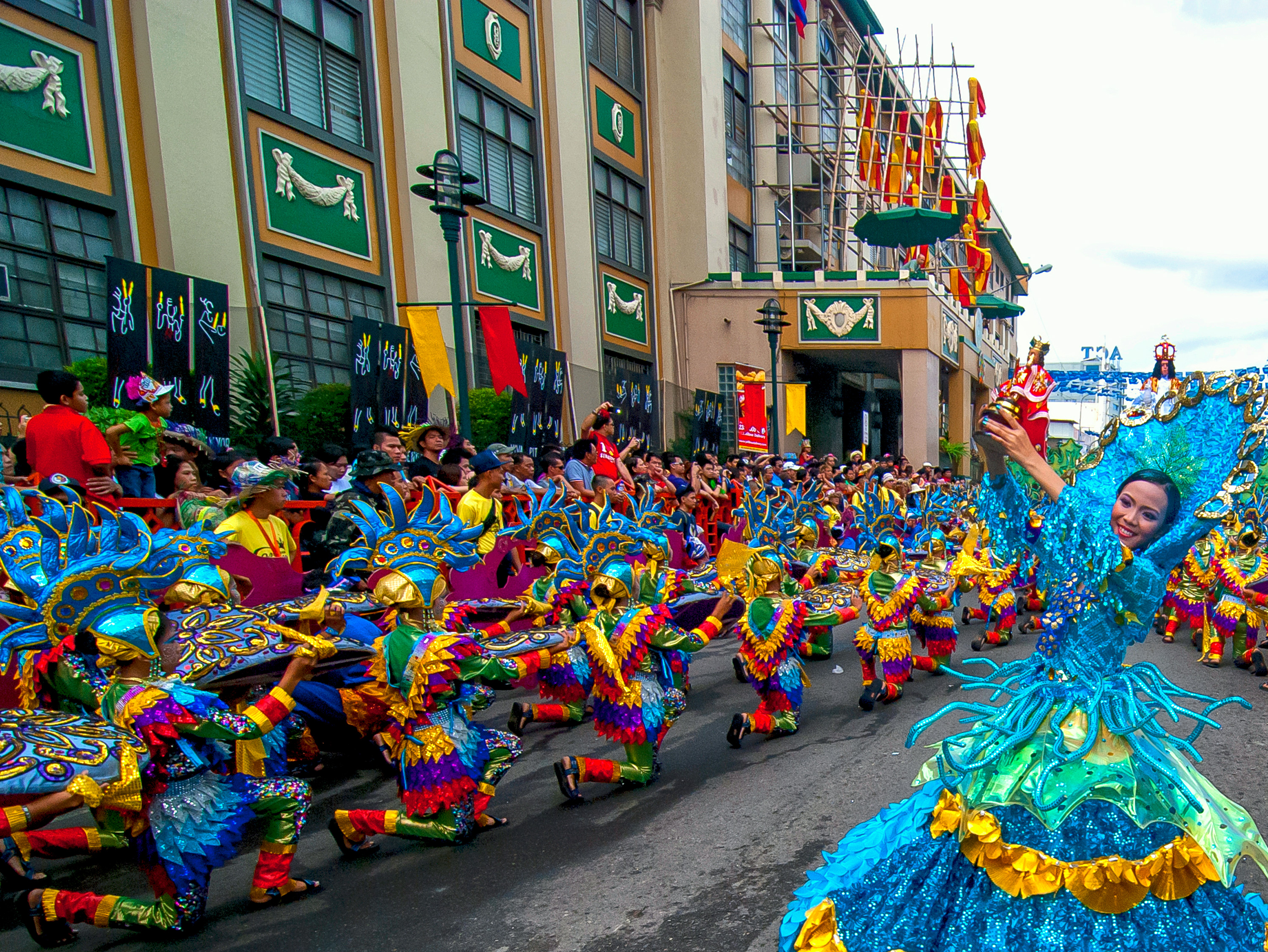
中央フィリピン州立大学サン・カルロス・キャンパス

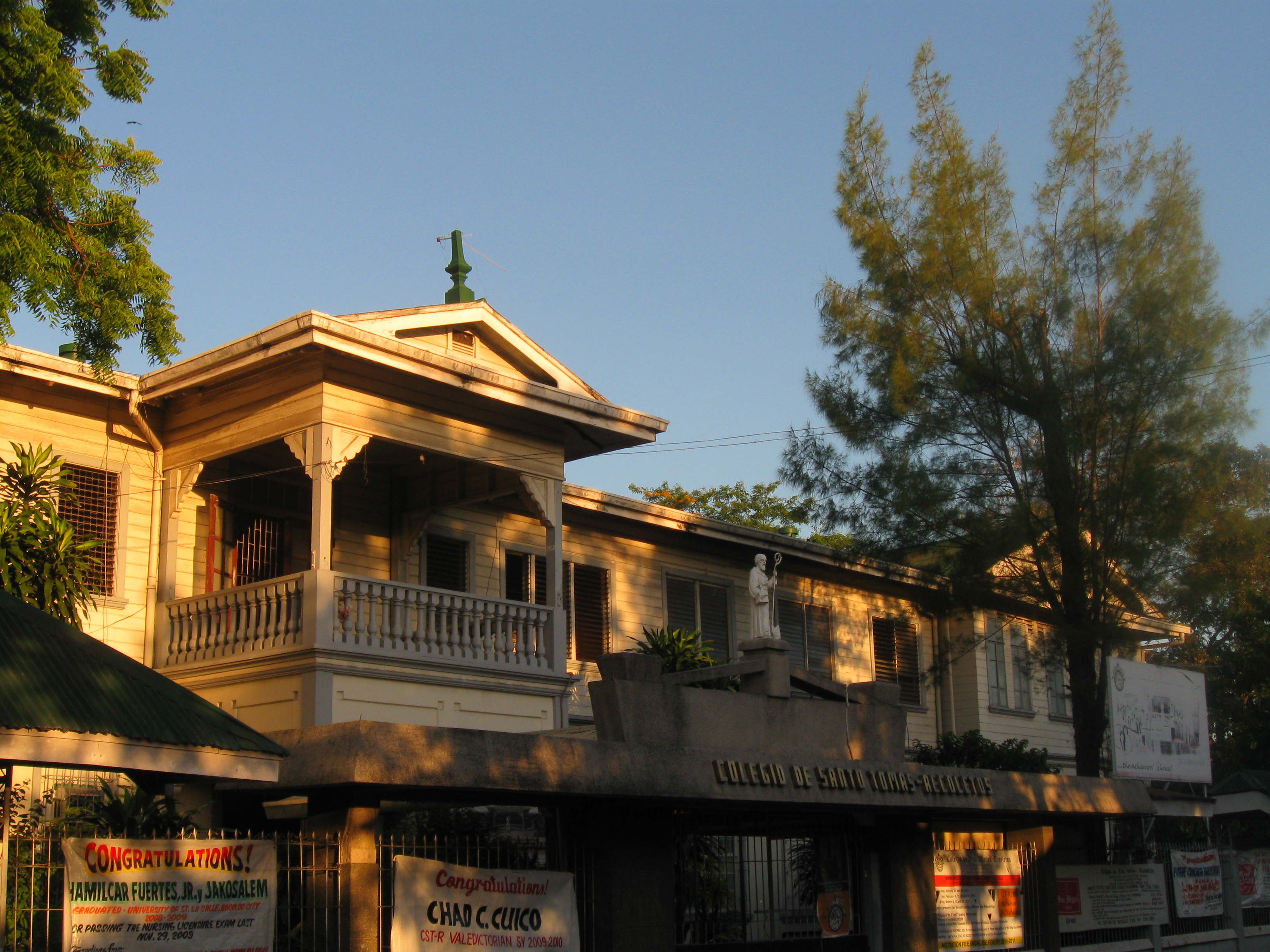
サント・トマス＝レコレートス学院

西ネグロス州の州立大学である中央フィリピン州立大学の本部は州第2の都市カバンカランにある。中央フィリピン州立大学は州内に10キャンパスを持ち、サン・カルロスにもキャンパスがある。
高等教育機関
- 中央フィリピン州立大学（英語版）サン・カルロス・キャンパス

中等教育機関ほか
- フリオ・レデスマ国立高等学校
- シパウェイ国立高等学校
- サント・トマス＝レコレートス学院
- サンタ・リタ学院
- セントラル・ネグロス学校
- タニョン学校
- デイジーズABC学校財団

## 出身人物・出来事
芸術家のロメオ・ビリャルバ・タブエナはサン・カルロスにルーツを持っている。俳優のレイベン・ブラードはサン・カルロス出身であり、市内のサント・トマス＝レコレートス国立高等学校で学んだ。ボクサーのジェリー・ペニャロサ、歌手のハジャの母親であり自身はコメディエンヌであるエリザベス・ラムゼイ、実業家のジェリー・H・タンもこの町出身である。
サン・カルロスの歴史的事件のひとつに、1996年8月27日にフィデル・ラモス大統領がこの町で閣議を行ったことがある。フィリピン系イタリア人の美人女優アスンタ・デ・ロッシは、フィリピン人上院議員のフレス・レデスマと結婚した時にこの町を訪れた。

## 歴代市長
- アメリカ植民地時代（1899年-1941年）
  - アグスティン・イラガン（4期）
  - ベルナルディーノ・ラサナス
  - ドミンゴ・メディーナ（2期）
  - エウヘニオ・アントニオ・Jr
  - ファウスト・カバリェロ
  - ホセ・セルバンテス
  - フアン・P・ブロセ（2期）
  - ペラヒオ・カルバホーサ
  - ビセンテ・アティエンサ
  - ビセンテ・フローレス

- 第二次世界大戦期（1942年-1945年）
  - アントニオ・アスコナ（日本占領下）
  - アナクレート・ファクトラン（フィリピン第二共和国）
  - フアン・P・ブロセ

- 独立後（1945年-）
  - コンスタンシオ・ラバカル（2期）
  - コンスタンシオ・ラバカル（任命）
  - ドミナドール・サラゴサ（任命）
  - エウヘニオ・アントニオ・Jr（任命）
  - グレゴリオ・R・レオニスト（OIC-1987）
  - ソフロニオ・C・カルモナ
  - ロヘリオ・デブルガード「ロジャー」（3期, 1992-2001）
  - エウヘニオ・ラクソン「ボン」
  - ヘラルド・P・バルマヨール・Jr